# Deposito per un anno
Deposito per un anno (Bürgschaft für ein Jahr) è un film del 1981 diretto da Herrmann Zschoche.

## Riconoscimenti
- Festival internazionale del cinema di Berlino
  - Orso d'argento per la migliore attrice